# Velkopřevorský palác
Velkopřevorský palác je barokní budova stojící na Velkopřevorském náměstí č. 485/4, na Malé Straně v prvním pražském obvodu. Palác je součástí areálu Řádu maltézských rytířů, jenž je chráněn jako kulturní památka.

## Dějiny paláce
Palác stojí na románských základech, neboť na jeho místě zřejmě již ve druhé polovině 12. století stával dům, jejž kníže Vladislav I. věnoval řádu johanitů, pozdějšímu Řádu maltézských rytířů. Menšími gotickými úpravami prošla budova po požárech za husitských válek a pak ještě začátkem 16. století.
V letech 1516–1532 sem jako první velkopřevor trvale přesídlil Jan III. z Rožmberka, který do té doby sídlil ve Strakonicích.
Před rokem 1610 byla provedena renesanční přestavba a další raně barokní přestavby provedl italský architekt Carlo Lurago. Rozsáhlá barokní přestavba paláce proběhla po roce 1725 pod vedením architekta Bartolomea Scottiho (snad i za účasti Františka Maxmiliána Kaňky).
Od roku 1952 v paláci sídlilo hudební oddělení Národního muzea, které tu mělo archiv a sbírku starých hudebních nástrojů. V roce 1991 získal palác zpět Maltézský řád.

## Architektura

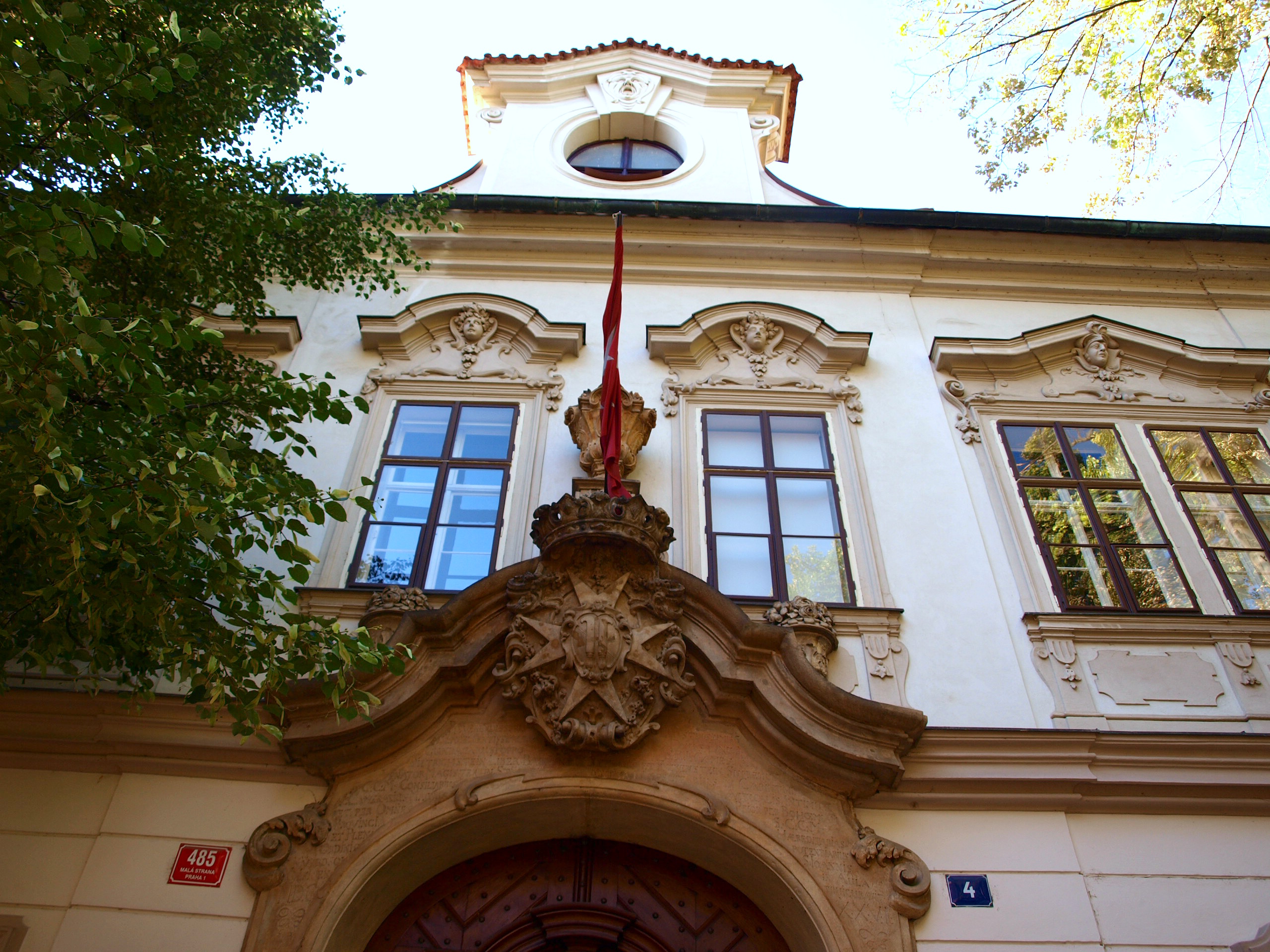
Vstup do paláce z Velkopřevorského náměstí s vyobrazením erbu velkopřevora Gundakera Popela z Ditrichštejna

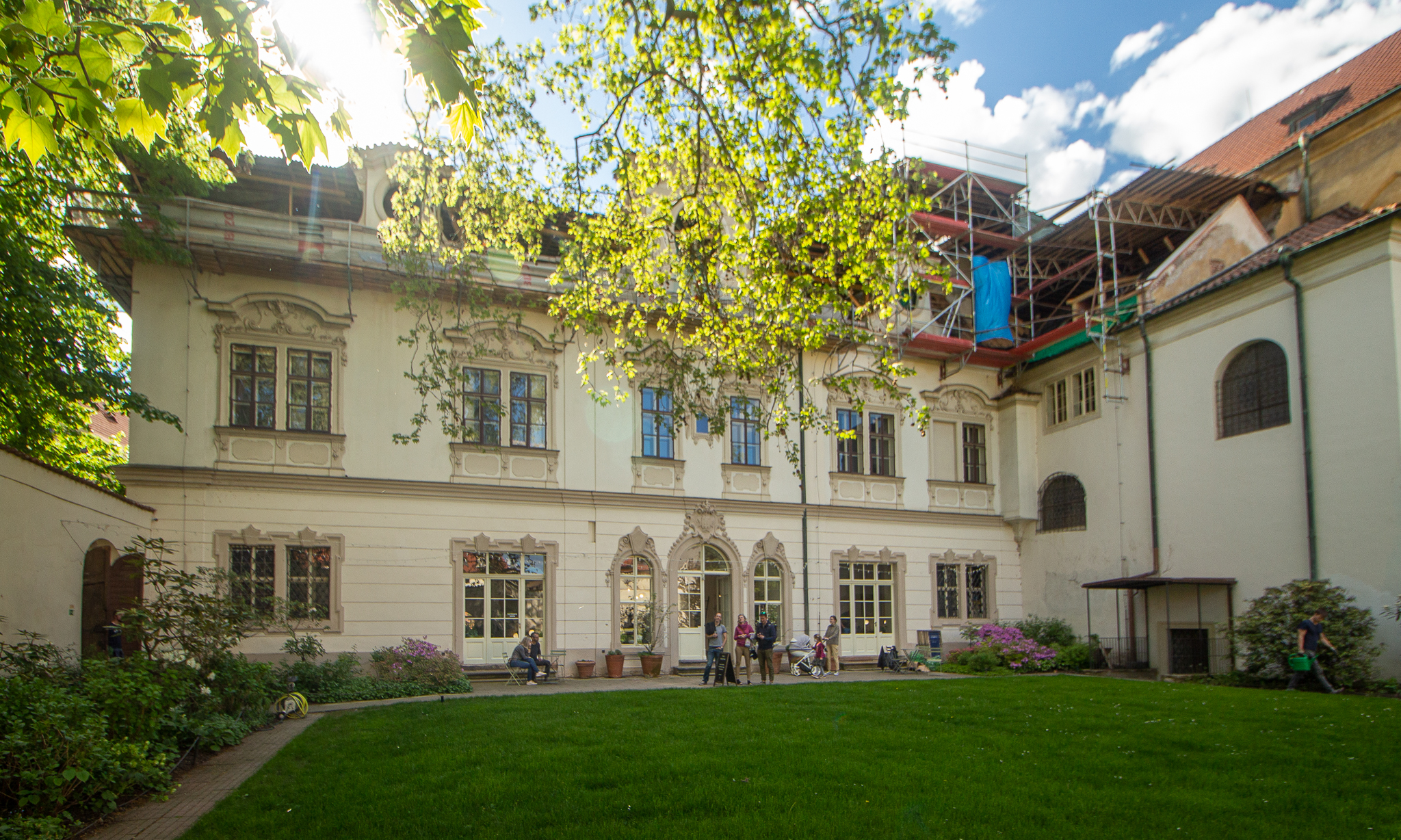
Zahrada Velkopřevorského paláce s větvemi Beethovenova platanu

Palác je postaven na půdorysu okolo čtvercového atria. Tři ze čtyř křídel jsou jednopatrová, pouze severní křídlo s gotickým atriem je třípatrové.
Nad vstupním portálem z Velkopřevorského náměstí je umístěn erb velkopřevora Gundakara Poppa z Ditrichštejna, zadavatele barokní přestavby paláce. Sochy a výzdoba paláce jsou prací dílny Matyáše Brauna.
V místnostech s vrcholně barokních klenbou dnes sídlí kavárna a restaurace. V některých částech se dochovala i klenba raně barokní nebo renesanční.

## Okolí
Na východní straně přiléhá k Velkopřevorskému paláci tzv. Maltézská zahrada, kterou tvoří velká travnatá plocha s mohutným, památným Beethovenovým platanem. V prostoru sala terreny paláce a zahrady se nachází galerie se současným českým designem Artisème.
V blízkosti paláce se nachází také:
- Beethovenův platan
- Štěpánský (Velkopřevorský) mlýn
- Buquoyský palác
- Malý Buquoyský palác
- Palác Metychů z Čečova
- Lennonova zeď